# Осетинци
Осетинците (на осетински: Ирон адæм; на руски: Осети́ны; на грузински: ოსები – Осеби) са кавказки народ от ирански произход. Потомци са на сарматските племена алани.
Днес в Кавказ живеят около 600 хиляди осетинци. Най-много от тях живеят в Република Северна Осетия (част от Руската федерация) и Република Южна Осетия (формално част от Грузия, а фактически е независима, непризната от ЕС и ООН).
Осетинците са етническо мнозинство и в двете републики: в Северна Осетия-Алания са 61% от населението, докато в Южна Осетия са 70%. По вероизповедание днес са предимно православни християни, като сред тях има и мюсюлмани.
Съвременният осетински народ с едни и същи генетически корени и самосъзнание исторически и географски се оказва разделен на две части, които постепенно се обособяват самостоятелно. Няма съмнение, че на север диалектната и културната специфика се определя от присъединяването на Северна Осетия към Русия през 1774 година, докато осетинците на юг от хребета на Кавказ са били под силно грузинско влияние.

## Осетинци и българи
Осетински войници и доброволци участват също така в Руско-турската освободителна война (1877 – 1878) и внесли своя дял в освобождението на България от османско владичество. В годините на руско-турската война 1877 – 1878 г. Осетински дивизион, сформиран от доброволци, се сражавал за свободата на България. 

## Известни осетинци
- Леонид Тибилов – президент на Република Южна Осетия
- Коста Дзугаев – южноосетински учен и политик
- Владимир Габулов – футболист
- Дудар Караев – активен участник на Освободителната война 1877 – 1878.
- Руслан Караев – професионален кикбоксьор, световен и европейски шампион
- Алан Дзагоев – футболист
- Станислав Черчесов – футболен треньор, бивш национален състезател
- Валери Газаев – футболен треньор, бивш национален състезател
- Валери Гергиев – диригент
- Заурбек Сидаков - двукратен олимпийски шампион по свободна борба